# 阿吉拉丰特
阿吉拉丰特，是西班牙卡斯蒂利亚-莱昂塞戈维亚省的一个市镇。 总面积61平方公里，总人口814人（2001年），人口密度13人/平方公里。

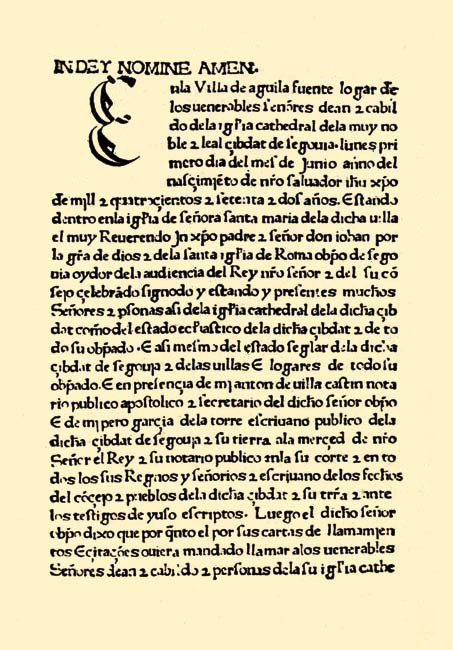
Sinodal de Aguilafuente (Juan Párix, 1472).